# Ivan Stretovič
Ivan Alekseevič Stretovič (in russo Иван Алексеевич Стретович?; Novosibirsk, 6 ottobre 1996) è un ginnasta russo.

## Palmarès

### Olimpiadi
- 1 medaglia:
  - 1 argento (Rio de Janeiro 2016 nel concorso a squadre).

### Mondiali
- 1 medaglia:
  - 1 oro (Stoccarda 2019 nel concorso a squadre).